# ذهبيات الشعر
ذهبيات الشعر (الاسم العلمي: Chrysotrichaceae)، هي فصيلة من الفطريات المنحدرة من رتبة الأرثونيات. أفراد هذه الفصيلة منتشرون على نطاق واسع، إلا أنهم ينتشرون بشكل خاص في المناطق الاستوائية. "Chrysothrichaceae" و"Chrysothricaceae" هما هجاءان بديلان أُستخدما في بعض المنشورات القديمة؛ أُستخدم الاسم الأخير من قبل ألكسندر زالبروكنر في أول منشور عنه. تعتبر كلا من هذه التهجئات غير صحيحة، وقد تم إضفاء الطابع الرسمي على التهجئة الحالية بعد اقتراح للحفاظ على Chrysotrichaceae ضد Pulverariaceae (مرادف سابق)

## الأجناس
- Byssocaulon قالب:Au – 1 sp.
- ذهبية الشعر قالب:Au – ca. 18 spp.
- Galbinothrix قالب:Au – 1 sp.
- Melarthonis قالب:Au – 1 sp.